# Uroskinnera hirtiflora
Uroskinnera hirtiflora är en grobladsväxtart som beskrevs av William Botting Hemsley. Uroskinnera hirtiflora ingår i släktet Uroskinnera och familjen grobladsväxter. Utöver nominatformen finns också underarten U. h. breviloba.